# Albrecht I. Habsburský (1056)
Albrecht I. Habsburský (kolem 1016 – kolem 1056) byl habsburský hrabě z rodu Habsburků.
Narodil se jako syn Radbota Habsburského a jeho ženy Ity Lotrinské. Po smrti svého otce se spolu s bratry Wernerem I. a Otou I. v roce 1045 stal novým habsburským hrabětem. Kolem roku 1056 ovšem bez potomků předčasně zemřel. Byl pohřben v klášteře Muri.